# 천생중학교
천생중학교(天生中學校)는 대한민국 경상북도 구미시 구평동에 있는 공립 중학교이다.

## 학교 연혁
- 2004년 10월 2일 : 천생중학교 개교 설립 인가(24학급)
- 2007년 3월 1일 : 초대 심재봉 교장 취임
- 2007년 3월 3일 : 제1회 입학식(8학급)
- 2008년 3월 3일 : 교훈비 제막식
- 2008년 12월 9일 : 학교 신관 증축
- 2009년 5월 22일 : 다목적 강당 입지관(立志館) 개관
- 2010년 3월 1일 : 25학급 인가
- 2010년 3월 1일 : 경상북도교육청 자율학교 지정 (~2015년 2월 28일까지)
- 2011년 9월 1일 : 과목중점형(영어,수학) 교과교실제 운영학교 선정
- 2024년 3월 1일 : 제8대 홍동의 교장 취임
- 2024년 3월 4일 : 제18회 입학식(8학급 225명)

## 참고 자료
- 천생중학교 - 한국교육학술정보원 학교알리미